# Marcelo Pereira Surcin
Marcelo Pereira Surcin, també conegut com a Marcelinho Carioca, és un exfutbolista brasiler. Va nàixer a Rio de Janeiro el 31 de desembre de 1971, i ocupava la posició de migcampista atacant. Tenia fama de ser un gran llançador de faltes, motiu pel qual fou conegut com Pé-de-Anjo.
L'època més important del jugador va ser durant les seues etapes al Corinthians, on va marcar 206 gols en 420 partits repartits entre 1994 i 2001, que van contribuir a guanyar diversos títols domèstics i internacionals. És el 15 jugadors amb més aparicions amb la samarreta de l'equip paulista. Tot i les bones xifres, només va disputar quatre partits amb la selecció brasilera, en part per conflictes amb l'entrenador Vanderlei Luxemburgo.
L'estiu de 1997, va ser transferit al València CF, que va pagar 7 milions de dòlars. Allà va coincidir amb Romário, però no va reeixir al conjunt valencianista, tornant l'any següent al Brasil. A Mestalla jugà onze partits, cinc en lliga, i feu un gol, contra l'Hèrcules en la Copa Generalitat. L'any 2012, Alberto Tarín li va dedicar una cançó.
El futbolista Lucas Moura era conegut com Marcelinho en honor seu.

## Palmarès

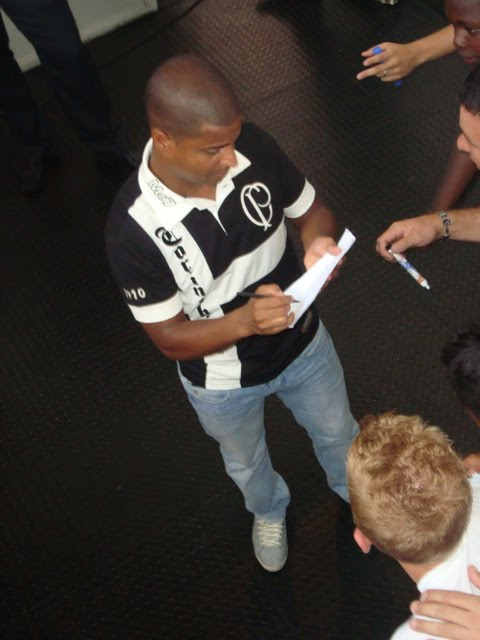
Marcelinho Carioca.

- Campionat brasiler de futbol: 1992, 1998, 1999
- Copa do Brasil: 1990, 1995
- Campionat carioca: 1991
- Campionat paulista: 1995, 1997
- Mundial de Clubs: 2000